# Municipio de Ree (Dakota del Norte)
El municipio de Ree (en inglés: Ree Township) es un municipio ubicado en el condado de Ward en el estado estadounidense de Dakota del Norte. En el año 2010 tenía una población de 21 habitantes y una densidad poblacional de 0,22 personas por km².

## Geografía
El municipio de Ree se encuentra ubicado en las coordenadas 48°25′3″N 101°54′30″O / 48.41750, -101.90833. Según la Oficina del Censo de los Estados Unidos, el municipio tiene una superficie total de 93.41 km², de la cual 88,64 km² corresponden a tierra firme y (5,11 %) 4,77 km² es agua.

## Demografía
Según el censo de 2010, había 21 personas residiendo en el municipio de Ree. La densidad de población era de 0,22 hab./km². De los 21 habitantes, el municipio de Ree estaba compuesto por el 100 % blancos. Del total de la población el 0 % eran hispanos o latinos de cualquier raza.